# Лайв
„Лайв“ (на английски: Live) е известна пост-гръндж група от Йорк, щата Пенсилвания, САЩ.
Създадена е през 1984 година като „Пъблик Афекшън“. Името на група променят на „Лайв“ в края на 1990 година. Оригиналният състав издава 8 албуми.
Групата се разпада през 2009 година, когато вокалистът-основател Ед Ковалчик напуска групата. През 2011 година Крис Шин (от групите „Юнифайд Тиъри“ и „Блайнд Мелън“) става вокалист и групата са събира отново. 2 години по-късно издава нов албум. Ед става отново вокалист през декември 2016 година.
Има много фенове на „Лайв“ в Нидерландия и Бразилия.

## Дискография
- The Death of a Dictionary (1989)
- Mental Jewelry (1991)
- Throwing Copper (1994)
- Secret Samadhi (1997)
- The Distance to Here (1999)
- V (2001)
- Birds of Pray (2003)
- Songs from Black Mountain (2006)
- The Turn (2014)